# Shiva-purana
El Shivá-purana es uno de los seis textos Purana dedicados a glorificar al dios hinduista Shivá por encima de los otros dos dioses del Trimurti (Visnú y Brahmá); los demás doce Puranas están dedicados a glorificar a esos dos dioses (cada uno por encima de los otros dos).

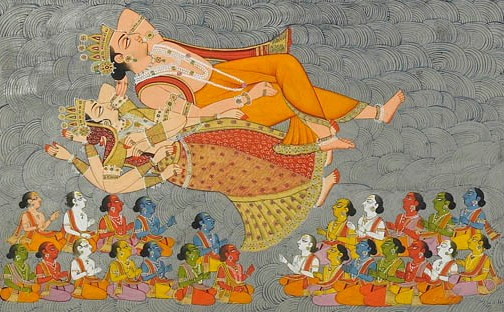
La creación, el océano cósmico y los elementos; de un folio del Sivá-purana, c. 1828.

De acuerdo con la tradición (tal como se establece en el Vaiavía-samjita (según al edición de la Venkateshvara Press) de este texto, el texto original se conocía como Śaivapurāṇá y consistía de 12 samjitás y unos 100 000 ślokas (‘versos’).
El mítico escritor Viasa habría resumido este texto hasta 24 000 versos, que enseñó a su discípulo Roma Járshana (o Loma Járshana).

## Las recensiones del texto
Existen varias recensiones (versiones) de este texto.
La recensión presentada en la edición publicada por Bangabasi Press (Calcuta, 1907) consiste de seis samhitas (secciones):
1. Gñana-samjita (con 78 capítulos).
2. Vidyeśvara-samjita (con 16 capítulos).
3. Kailaśa-samjita (con 12 capítulos).
4. Sanatkumara-samjita (con 59 capítulos).
5. Vāyaviya-samjita (dividido en dos partes: Pūrva bhāga y Uttarabhāga), 30 capítulos
6. Dharma-samjita (con 65 capítulos).

Esta edición Bangabasi contiene 260 adhiaias (capítulos).
La recensión presentada por las dos ediciones publicadas por Shri Venkateshvara Press (Bombay) y Pandit Pustakalaya (Kashi) consiste de siete samhitas:
1. Vidyeśvara-samjita
2. Rudra-samjita
3. Śatarudra-samjita
4. Koṭirudra-samjita
5. Umā-samjita
6. Kailāśa-samjita and
7. Vāyaviya-samjita (también dividida en dos partes: Pūrvabhāga y Uttarabhāga).

Estas dos ediciones tienen 456 adhyāyas (capítulos).

## Contenido
Contenido del «uttara-khanda» (capítulo superior), la segunda y última parte del Sivá-purana:
- Adhiaia 1: Diálogo de Bhrigu y Viasa acerca de Brahmá y Visnú como raíces del sivá-lingam (falo de piedra del dios Sivá); Ketaki se presenta como testigo y es maldecido por Visnú, Sivá es ensalzado.
- Adhiaia 2: Diálogo de Bhrigu y Viasa acerca de la gloria del Saivottara-purana (la última parte del Sivá-purana).
- Adhiaia 3: Brahmá alaba a Sivá con mantras de los Vedas. Sivá destaca la grandeza del Linga-rash-Tribhuvanéswara (el rey de los penes, dueño de los tres mundos), Brahmá canta las glorias de ese pene.
- Adhiaia 4: se narra la ubicación de los doce yiotir-lingas de Sivá en la India y su adoración.
- Adhiaia 5: atrocidades de Tripurasura, los dioses le ruegan a Sivá que lo aniquile.
- Adhiaia 6: Sivá y otros dioses luchan con Tripura.
- Adhiaia 7: Tripurasura asesinado por Sivá.
- Adhiaia 8: los dioses adoran a Sivá por su servicio.
- Adhiaia 9: el matrimonio de Sati, la hija de Daksa.
- Adhiaia 10: Sivá seduce a Sati, Sati le pide a Sivá que quiere visitar el daksa-iagña (el sacrificio organizado por Daksa). Descripción del sacrificio. Suicidio de Sati al oír los insultos de Daksa a Sivá.
- Adhiaia 11: Sivá destruye el sacrificio de Daksa y lo mata.
- Adhiaia 12: hazañas de Sivá. Decapitación de Brahmá en la forma de mrga
- Adhiaia 13: hazañas de Sivá. Aparición del naksatra Mrigasira.
- Adhiaia 14: hazañas de Jara (Sivá). Sivá quema al dios Kandarpa, llanto de Rati, esposa de éste.
- Adhiaia 15: Sivá promete a Rati que su marido renacerá en duapara-iugá como Pradiumna, el hijo de Krisná y Rukmini.
- Adhiaia 16: Uma (esposa de Sivá) regresa de la penitencia, decepcionada en sus deseos, pero visita el bosque como una bráhman-charini, mediante de la penitencia rigurosa trata de suplicar a Sivá. Sivá en la forma de Yatila aparece ante ella para probar su fidelidad y devoción, le aseguró su unión y desaparece.
- Adhiaia 17: Parvati (la hija de las montañas) es puesta a prueba por Sivá en la forma de un cocodrilo que ha capturado a un niño. Por fin Sivá se casa con Gauri.
- Adhiaia 18: Parvati y Sivá dedican a hacer el amor, el empuje de sus cuerpos presiona al planeta. El semen de Sivá no entra en Parvati sino que es llevado por Agní (dios del fuego), la diosa Ganga (el río Ganges) y da luz a Skanda, que nació equipado con armas y con su vehículo (vajana).
- Adhiaia 19: nacimiento de Ganesa, su rivalidad con Skanda, la última victoria de Skanda, Ganesa tiene esposas e hijos y es conocido como Vighna-rash (el rey de los obstáculos).
- Adhiaia 20: descripción del tirtha-iatra de Skanda.
- Adhiaia 21: la narración del nacimiento de Nandikesvara.
- Adhiaia 22: narración acerca del carácter sagrado del río Ganges, su papel para purificar el karma de los descendientes del rey Sagara, y la gloria del Manikarnika Tirtha (sitio de peregrinación).
- Adhiaia 23: la grandeza de Benarés y de los sivá-lingas instalados allí.
- Adhiaia 24: la narración del Antar-grija-iatra (en Benarés) y la glorificación de los Siválingas presentes allí.
- Adhiaia 25: la descripción del Pancha-krosi-iatra en Benarés.
- Adhiaia 26: la grandeza de Ekamra, en Utakala (Orisa). Deseosa de visitar ese centro de adoración sivaísta, Devi llega montada en un león. Allí se encuentra con los dos demonios Kirti y Vasa, quienes expresan el deseo de disfrutar de ella.
- Adhiaia 27: la historia de los demonios, Kirti y Vasa, de su destrucción en manos de Devi en la forma de Gopalini (vaquera). La aparición de Bindu Jrada para saciar la sed de la diosa.
- Adhiaia 28: narración de Rasakrida de Sivá junto a Bindu Jarada, junto con las ocho Saktis de Parvati.
- Adhiaia 29: se exaltan 108 nombres y epítetos de Sivá.
- Adhiaia 30: la gloria de Ekamravana y la grandeza de varios sivalingas.
- Adhiaia 31: la historia de cómo Sivá le otorga el sudarsan chakrá a Visnú.
- Adhiaia 32: la leyenda del batido del océano de leche, de cómo Sivá bebió el veneno kalakuta; el dios Varaja (avatar de Visnú) elogia a Sivá.
- Adhiaia 33: el niño Markandeia trata de complacer al dios Brahmá con austeridades; finalmente Sivá concede larga vida al sabio Markandeya.
- Adhiaia 34: el cumplimiento del voto Siváratri-vrata y el culto a Sivá.
- Adhiaia 35: explicación de los grandes resultados por llevar a cabo el siváratri-vrata; la leyenda de Krisná Sarma y su liberación de la maldición.
- Adhiaia 36: el cumplimiento del voto chaturdasi-nakta-vrata (el ‘catorce-noches-voto’); se elogia las glorias de este voto.
- Adhiaia 37: la leyenda de Mariada; la gloria de Sivá Samkara y su culto.
- Adhiaia 38: el nacimiento de Dasagriva como hijo de Visrava y su esposa; el demonio Ravana realiza austeras penitencias a favor de Sivá. Se origina Vaidia-Natha (el señor de la medicina).
- Adhiaia 39: la supremacía de Ravana por la gracia de Sivá; Sivá provoca la caída de Ravana; Ravana es matado por el rey Rama (avatar de Visnú) y consigue la liberación espiritual.
- Adhiaia 40: la posición geográfica del monte Kailasa, la morada de Sivá
- Adhiaia 41: se discute el iugá-dharma (el deber religioso correspondiente a esta era).
- Adhiaia 42: Vamadeva elogia a Sivá para liberarse de la influencia de la kali-iugá (era de [el demonio] Kali).
- Adhiaia 43: Vamadeva se libera.
- Adhiaia 44: el dios Brahmá desea realizar la creación. El dios Sivá ―con la cooperación activa de Trilochana― Brahmá crea todos los seres gracias a él; la creación de los diferentes kalpas.
- Adhiaia 45: La gloria del Saivótara-purana.

Hay otras ediciones de este «Úttara-khanda», con los títulos traducidos de manera diferente.